# Imperio de la ley

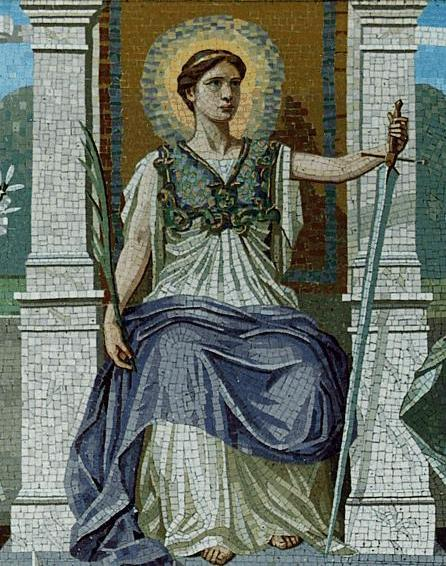
La ley, representada en un mosaico de Frederick Dielman en la Biblioteca del Congreso de Estados Unidos, con una completa iconografía: sentada en un trono, lleva en una mano la palma (que simboliza el premio) y en otra la espada (que simboliza el castigo). Sobre su pecho lleva la égida de Minerva-Atenea (que simboliza la justicia y la sabiduría).

El imperio de la ley es un concepto jurídico-político de definición formal no unívoca, pero que generalmente se entiende en el sentido de la primacía de la ley sobre cualquier otro principio gubernativo, especialmente contra la tiranía y la arbitrariedad del poder político —«El Estado soy yo»—, incluso aunque fueran bienintencionadas —principio de razón de Estado, opuesto a las máximas romanas dura lex, sed lex o fiat iustitia, et pereat mundus—. En cierto sentido, el concepto de imperio de la ley es similar al concepto helénico nomos basileus (‘la ley es el rey’) o al anglosajón rule of law, pero no debe confundirse con otros, como los germánicos Rechtsstaat —Estado de derecho—, y Verfassungsstaat —Estado constitucional de derecho—, con el principio de legalidad o con los conceptos de legitimidad, legalidad, cultura de la legalidad, gobernanza, etc.
El imperio de la ley ha sido descrito como un principio meta-jurídico o un ideal ético-político.

La vieja aspiración histórica a establecer un «gobierno de leyes»... dio lugar en la cultura jurídica europea al ideal de imperio de la ley o rule of law, que es quizá la piedra angular en que se sustenta la legitimidad de nuestros ordenamientos jurídicos vigentes.

Una denominación etimológicamente equivalente sería nomocracia. Entendido como principio o supremacía constitucional, el imperio de la ley significa la sujeción de la acción estatal a una regla o ley fundamental: la Constitución.

El constitucionalismo clásico (constitucionalismo inicial) - Dicha etapa se gestará laxamente a partir del siglo XIII y se prolongará hasta parte del siglo XIX. Esta expresa en sí misma los orígenes o inicios del constitucionalismo forjado para derrotar al absolutismo monárquico. Néstor Pedro Sagues señala que dicha modalidad se dirigía a racionalizar el poder político creando la imagen de la nomocracia o gobierno de las leyes, es decir que para considerar cualquier acto del Estado como válido y legítimo, este debía derivarse de una competencia previamente prevista en la constitución.

Tal concepto o principio regula el ordenamiento jurídico de un país o sociedad; y, a pesar de que se aplica especialmente al Estado y sus funcionarios, se entiende que debe ser de observación general, seguido por todos.

## Concepto anglosajón derule of law
La tradición anglosajona se remonta a la mitificada Carta Magna de 1215, y a la jurisprudencia acumulada durante siglos, como este texto del juez Henry de Bracton (ca. 1250):

El rey no debe estar sujeto a un hombre, pero sí a Dios y a la ley, porque es la ley lo que lo hace rey.

No obstante, su más acabada formulación es propia del sistema político de la Revolución inglesa construido sobre el Bill of Rights de 1689. Su sentido era la limitación del poder del rey, garantizando el poder legislativo del Parlamento inglés. La fascinación que este sistema produjo en Montesquieu y los pensadores políticos franceses del siglo XVIII (que vivían en una monarquía absoluta), llevó a la formulación del principio de separación de poderes, que se procuró explícitamente aplicar a los sistemas políticos revolucionarios construidos a partir de la Independencia de los Estados Unidos (1776) y de la Revolución francesa (1789).
En el Reino Unido, esa tradición evolucionó lentamente al concepto actual de rule of law (expresión traducible por "regla" o "gobierno de la ley" o "del Derecho") por influencia de la búsqueda generalizada de normas “naturales” y generales, propia de la época victoriana. Así, por ejemplo, George Campbell -duque de Argyll- publicó en 1867 su The Reign of Law. Estas tentativas, en general, eran proyectos filosóficos que pretendían fundar el sistema jurídico en la ley natural:

Porque así como la razón y la reflexión son naturales al Hombre y son tan importantes a su naturaleza como los instintos más elevados, así Leyes fundamentadas en el recto ejercicio de esa Razón son Leyes Naturales en el mejor y más alto sentido de todos.

Esa tendencia culminó con la obra de Albert Dicey (Study of the Law of the Constitution, 1885), a quien se considera el formulador definitivo de la concepción actual del principio de rule of law. Según él, esa regla está constituida por tres principios:
- Todos son iguales ante la ley.
- Nadie puede ser sancionado a menos que haya un claro quebrantamiento de la ley.
- Ningún conjunto de leyes está por encima de los tribunales.

Los dos primeros principios son fácilmente equiparables en el derecho comparado (igualdad ante la ley y principio de legalidad). Sin embargo el tercero -basado en una peculiaridad de la legislación inglesa- es un punto controvertido, pues niega a la Constitución ese papel fundamental de ley básica, por encima de todos, incluyendo los jueces, que generalmente se le otorga en las demás.
En la actualidad el concepto tiene un significado más general. Según el diccionario jurídico Black’s (de uso extensivo en el sistema judicial inglés):

Rule of law es un principio legal de aplicación general, sancionado por el reconocimiento de las autoridades y usualmente expresado en la forma de una máxima o proposición lógica. Es llamado una “regla” (rule) porque en casos de significado dudoso o en casos imprevistos es una guía o norma para decisiones. La rule of law, a veces llamada la “supremacía de la ley”, provee que las decisiones deberían ser alcanzadas por la aplicación de principios reconocidos o la ley, sin la intervención de discreción en su aplicación.

Generalmente se acepta que esa máxima -como principio gubernativo- busca resguardar los derechos de los ciudadanos contra un posible abuso del poder gubernamental en la medida que todos -gobierno incluido- están sujetos a la misma ley.
Así por ejemplo el gobierno de Canadá define así la primauté du droit:

Este principio es que todos están sujetos a la ley. De hecho, nadie es tan importante o poderoso que escapa a la ley: ni el Gobierno ni el Primer ministro ni ningún otro ministro ni la Reina misma o el Gobernador General o Tenientes Gobernadores, ni el más alto funcionario del Estado o de las fuerzas armadas o el propio Parlamento, ni ningún legislador de las asambleas provinciales. Estos individuos y organismos no tienen otras competencias que las que les confiere la ley: la Ley de Constitución, 1867 o una modificación del mismo; por una ley federal o provincial, por el derecho común Inglés, que heredado y que, incluso si ha sido considerablemente modificado, enriquecido y podado en los últimos años por el Parlamento federal y las legislaturas provinciales, sigue siendo el fundamento de nuestro derecho constitucional, nuestro derecho penal y de nuestro derecho civil (derechos de propiedad y de los derechos civiles) para todo el país a excepción de Quebec (que tiene su propio código civil).

De acuerdo con el Rule of Law Index publicado anualmente por el proyecto mundial de justicia (World Justice Project), el imperio de la ley incluye tanto elementos procesales como sustantivos, tal como la protección de derechos fundamentales de los ciudadanos.
Se ha argumentado que la rule of law es una condición necesaria pero no suficiente para la existencia de la democracia; o que la rule of law no implica que la ley sea justa. En efecto, para que exista rule of law basta con que la ley -cualquiera sea- sea observada. Esto no es solo una cuestión de puntillismo legal sino uno de gran importancia jurídico política, en que el sistema inglés está experimentando, en la primera década del siglo XXI, tensiones (bajo la influencia de la Guerra contra el terrorismo) que se están manifestando en la socavación de algunos derechos tradicionales.
Esos temas han sido explorados por Lord Bingham, Senior Law Lord, quien sugiere como solución la introducción de una "Constitución formal" al sistema inglés:

es el caso que no hay un consenso, histórico o contemporáneo, que dé a los juicios de un personal jurídico no electo precedencia sobre la de un parlamento elegido, por muy opresivo que ese sea. La respuesta, concluye, tiene que ser una constitución codificada que limite lo que el Parlamento puede hacer - si es que, agrega cautamente, eso es lo que el pueblo británico desea.

Desde esa perspectiva, Bingham percibe como de gran importancia la introducción a la legislación inglesa de la Convención Europea de Derechos Humanos.

## Otras tradiciones
Los primeros teóricos no ingleses del concepto de "imperio de la ley" buscaron -bajo la influencia de ideas liberales y republicanas- restringir el poder del Estado a fin de evitar abusos del poder estatal contra el ciudadano y sus derechos existentes en el estado absolutista.
Según Hans Reichel en el Estado absolutista:

la divisa política y jurídico-política... la constituyen las palabras l’Etat c’est moi (el Estado soy yo): lo que quiere el Rey lo quiere la ley. El monarca era todo en todo; todos los demás en el Estado, aun los funcionarios políticos, son solo súbditos. Dentro de la corporación de los empleados, completamente dependientes, el juez no constituía ninguna categoría substantiva y peculiar. El juez era un empleado y solo un empleado. No había por qué hablar de garantías de independencia judicial. El juez podía ser nombrado y depuesto al arbitrio del Soberano, como cualquier otro.

Según Martínez M, en el régimen absolutista existía la institución de la "justicia retenida", que permitía al monarca modificar o eliminar, a su arbitrio, las decisiones judiciales.[cita requerida]
Elías Díaz afirma:

El Estado de Derecho se institucionaliza de modo coherente por primera vez y con un cierto carácter general tras las revoluciones francesas en los estados liberales del pasado siglo. Existen, no obstante, precedentes más o menos imprecisos de esa idea del “imperio de la ley”, en la Antigüedad, Edad Media y Ancien Régime.

Entre los autores que promovieron esta nueva visión originalmente se encuentran Montesquieu -quien argumentaba en favor de una Constitución y la separación y el equilibrio de poderes-, Rousseau y Paul Johann Anselm von Feuerbach, quien trasladó el principio a la esfera legal, argumentando que no solo el gobierno sino las instituciones jurídicas deben ser ineludiblemente coactivas, teniendo para ello la habilidad de recurrir a la coerción física a fin de proteger e imponer la ley. Feuerbach introdujo la frase Nullum crimen, nulla poena sine praevia lege, considerada en algunas jurisdicciones el equivalente del Principio de legalidad en derecho penal (por ejemplo, el concepto francés de Principe de légalité en droit pénal).
Uno de los primeros en utilizar esos conceptos de manera práctica fue John Adams quien en 1780 articuló el principio de separación de poderes en la Constitución del Estado de Massachusetts a fin lograr un “gobierno de las leyes y no de los hombres"; que puede considerarse el inicio de la tradición del constitucionalismo estadounidense.
En la tradición hispanoamericana, el concepto ya era conocido a principios del siglo XIX. Así, por ejemplo, Francisco de Miranda escribe en 1808:

En tan críticas circunstancias, yo reclamo el imperio de la ley [...] [Así] lo enseña la sabia política; lo prescribe la sana moral, y lo dicta la razón. [Pido la libertad de los perseguidos] y que en lo sucesivo no puedan ser molestados ni perturbados en el goce de los derechos que respectivamente les concede la Constitución.

Pero eso sugiere un problema fundamental: ¿qué constitución y qué leyes? ¿de qué origen y legitimidad?. En el sistema anterior había una multitud de fuentes legales: la tradición, la religión, las costumbres y el racionamiento de juristas y -quizás más importante- la voluntad de los monarcas, quienes tenían el derecho absoluto no solo a instaurar o derogar leyes sino también de instaurar o remover jueces y tribunales. En el nuevo sistema la fuente es “la voluntad ciudadana”; pero por lo menos la tradición, la costumbre y las opiniones razonadas de los juristas, filósofos y políticos se pueden llamar representaciones de la voluntad ciudadana.
Friedrich Karl von Savigny sugiere la figura del jurista (en su doble sentido de legislador y juez) como creador del Derecho. Solo ellos pueden reflejar y evaluar la tradición popular y la costumbre, seno originario del Derecho, combinándola con “principios rectores” generales (derivados de la doctrina y la jurisprudencia). Aun cuando un código general (Constitución) exista, este debe ser complementado y adaptado a la realidad del momento por los juristas. Para Savigny el estudio del derecho es una ciencia, y como tal, algo que requiere especialización. El estudio histórico de las leyes es una precondición esencial para la comprensión del derecho.
Esa percepción se generalizó. Así, por ejemplo, el estadista y escritor venezolano-chileno Andrés Bello (en su Código Civil de Chile, obra de gran influencia en la legislación latinoamericana) afirma:

La ley es una declaración de la voluntad soberana que, manifestada en la forma prescrita por la Constitución, manda, prohíbe o permite.

Para Bello y otros, ni la costumbre ni la jurisprudencia tienen valor legal a menos que sean sancionados explícitamente por el legislador, es decir, a menos que sean expresadas en leyes.
A partir de ese periodo, y para muchos que siguieron a Adams, el concepto significó el gobierno de las leyes y no de los hombres: "En este orden constitucional, la impersonalidad y la irretroactividad de la ley es lo que asegura su credibilidad y cumplimiento".[cita requerida]
Hugo Krabbe, en una visión "nomocrática" del imperio de la ley, significando la ley como verdadero gobernante, llegó a sugerir que el Estado no tiene el poder de crear leyes y que es a estas, no al Estado, a quien realmente corresponde la soberanía.

## Constitucionalismo y normativismo
Pero es conveniente observar que nada en lo anterior resuelve el problema que el sistema de Imperio de la ley no implica o demanda que la ley sea justa.
Esa situación dio origen a dos perspectivas: la del Constitucionalismo en EE. UU. y normativismo en Europa.
En las palabras de Fritz: "Esas controversias políticas y constitucionales también levantaron cuestiones de constitucionalismo -como identificar el colectivo soberano, que poderes posee ese soberano y como reconocemos cuando ese poder soberano actúa. A diferencias de cuestiones constitucionales, cuestiones del constitucionalismo no podían ser respondidas con referencia a textos constitucionales extantes o incluso opiniones judiciales. Más bien, ellas eran preguntas generales acerca de opiniones divergentes que los (norte)Americanos desarrollaron después de su independencia acerca de la soberanía popular y el papel constante del pueblo para controlar el orden constitucional que descansaba sobre su autoridad soberana."
Una percepción de gran importancia en esos desarrollos fue la del jurista Oliver Wendell Holmes, Jr., quien, aceptando la importancia de la Constitución afirma que “los hombres hacen sus propias leyes. Esas leyes no emanan de alguna presencia omnipresente y misteriosa en el cielo, y los jueces no son los parlantes independientes del infinito”. En otras palabras: que ni las reglas de esa ni ningún otra normativa puede ser inmutables o superiores a todo sino que cambian conforme a la sociedad y las circunstancias cambien. Un juez debe estar al tanto de los desarrollos sociales porque solo quien este apercibido de los aspectos históricos, sociales y económicos de la ley esta en posición de cumplir sus funciones apropiadamente. (La visión de Wendell Holmes ha sido acusada de constituir un relativismo moral por sus oponentes)
Desde el punto de vista del normativismo, Hans Kelsen, concibió el derecho como un sistema gradual de normas, en la cúspide de la cual hay una norma básica o fundamental, que constituye la fuente de la estructura jerárquica de un determinado gobierno o régimen jurídico y cuya función es la determinación por el legislativo de los órganos y procedimientos del derecho en general. Kelsen no concibe esa norma general como siendo la Constitución de ningún país en particular, sino una a ser encontrada, posiblemente en el Derecho Internacional, pero, doquiera esa ley fundamental se encuentre, es eterna, inmutable.
A partir de la concepción de Kelsen se han postulado los siguientes elementos como las características del Imperio de la Ley:
- La ley es válida, es decir, obligatoria.
- El poder de coerción: la coerción es una característica del derecho. La obediencia a la ley se obtiene por temor a la sanción.
- La norma jurídica hace referencia a dos entes: el ciudadano y el órgano que va a aplicar la medida coerciva.

Sin embargo, Kelsen no logró encontrar esa fuente indudable del derecho. Eso reitera el problema de cual es la fundación que legitima las Constituciones. Una tentativa de solución práctica a ese problema fue la introducción de Tribunales Constitucionales, que, en la concepción de Kelsen, estarían integrados por un cuerpo de “jueces” que no provengan del poder judicial. Esta institución se diferencia del sistema norteamericano en que el tribunal funciona como "legislador negativo", invalidando los estatutos o legislaciones que considere contrarios a la Constitución.

## Situación posterior - crisis del “formalismo kelseniano”
Se ha sugerido que la visión original de Imperio de la Ley entra en crisis debido a “las dictaduras y nomocracia (Nomokratie) en que desemboca la concepción formalista kelseniana”
En otras palabras, la concepción original no soluciona el otro problema central: el de la justicia de las leyes. Ese no es solo un problema legal, sino concretamente el de aquellas dictaduras que, al menos formalmente, son expresión de la voluntad general o mantienen un marco judicial. Por ejemplo, aquellos gobiernos que siendo electos proceden a subvertir el sistema jurídico y se transforman en gobiernos tiránicos.
Como ejemplo concreto, Baratta sugiere, el régimen nazi sostuvo “la tesis de la obediencia incondicionada a la regla jurídica y la tesis de la independencia (de la ley) de su validez de la justicia”
Respecto a lo anterior es necesario considerar el siguiente punto: ”Sin duda, el orden liberal no se constituye solo mediante los procesos electorales y el mercado. Más aún, como ya lo han mencionado diversos autores, la democracia liberal es, ante todo, una “nomocracia”; es decir, se trata de un régimen en el cual se impone el Estado de Derecho, el apego a ciertas leyes que contribuyen al respeto de las garantías individuales.”. Eso, como se ha visto, generalmente se entiende como requiriendo una separación de poderes, lo que implica Independencia judicial.
Pero, se ha sugerido, la Independencia judicial implica no solo una declaración formal de principios, sino también la capacidad de actuar con amplios márgenes de discrecionalidad. Por ejemplo, en el caso del sistema judicial, la habilidad de un juez para establecer lo que es justo, a diferencia de establecer solo lo que es de acuerdo a la ley.
Así, por ejemplo, uno de los críticos de la nomocracia argumenta:.. Nosotros preguntamos solamente: En que situación se halla la libertad del Juez?... pero en ese punto el liberalismo ha fracasado completamente; se ha mostrado de tiempo en tiempo más iliberal que el sistema político despótico. Celosamente codiciosos de los derechos acabados de conquistar, los nuevos órganos instituidos para legislar, han hecho de sus prerrogativas un uso excesivo. Todo quedó preso en las redes de una ley; allí donde ha sido posible, se le ha cercenado la libertad de movimiento al Juez, recelosa y desconfiadamente se le ha secuestrado su arbitrio”.
Martínez Marulanda agrega: “ Está claro, entonces, que de un absolutismo personal y personificado se llega a otro absolutismo quizás más indolente por tratarse de un absolutismo formal, rígido, impersonal, arropado por la apariencia de una racionalidad que todo lo sabe, que todo lo calcula, que todo lo regula. Un absolutismo inapelable... (...)... No es extraño, entonces, que para las corrientes positivistas, dignas depositarias de la función ideológica de este modelo, constituya una verdadera aberración o un despropósito la institución de la desobediencia a la ley”
Lo anterior dio origen a una respuesta que se traza a una percepción de Léon Duguit.
De acuerdo a Duguit, el estado no es una soberanía mítica y superior a sus sujetos o incluso constituye una persona legal particularmente poderosa, pero en esencia es solamente un grupo de personas envueltas en actividades de interés común, un servicio público que constituye y legitima al estado no como entidad superior, pero como organización derivada de la necesidad de los seres humanos, que nos fuerza a vivir en sociedad. En esa perspectiva, las leyes se derivan no de algún principio moral o superior o abstracto a esa necesidad sino de la necesidad de un comportamiento de acuerdo a esa realidad. Sigue que la regla principal de la ley (el verdadero Imperio de la ley) es ético: la solidaridad social y la legitimidad del estado y sus organismos deriva de la “disposición de ese poder para lograr objetivos que les son impuestos por ese Imperio de la Ley”.
Lo anterior implica la adición de ese principio ético (de comportamiento de acuerdo a reglas sociales) en la fundación de la legitimidad. De tal principio se deriva la siguiente concepción general de Imperio de la ley
- no hay derechos individuales inalienables, puesto que los hombres solamente tienen deberes que se basan en obligaciones respecto a la comunidad, llevados a la práctica por el derecho;
- rechaza todo absolutismo del poder estatal;
- tanto el gobierno como los ciudadanos únicamente tienen deberes y su actividad principal es la organización y el mantenimiento de los servicios públicos,
- la función social del derecho es la realización de la solidaridad social. Para Duguit este concepto es un hecho real, no un mero postulado, por tanto, no puede ser objeto de controversia, puesto que la solidaridad es un hecho permanente, siempre idéntico a sí mismo, el elemento constitutivo irreductible de todo grupo social.

En un sentido la concepción de Duguit se semeja -pero de nuevo, no equivale- a la concepción anglo sajona de Rule of Law: “El rule of law no presupone un Estado sino más bien parte del presupuesto de un poder político -que no necesariamente tiene que ser el Estado- y por ello es el poder político quién debe estar sometido al Derecho. A su vez, el Derecho está guiado por la justicia, misma que se traduce en la idea de libertad: se obedecen las órdenes no porque estén dadas por una autoridad,  sino porque las órdenes son dadas conforme a la justicia y cuyo objetivo principal es permitir el mayor número de libertades de los ciudadanos. Se crea así el poder político mínimo: la mayor libertad para el individuo y la menor intervención posible de Estado. “No lleva al extremo la regulación legal de todo ni la persecución de toda queja ante los tribunales de justicia”. En concreto: busca la libertad negativa..”. La disimilaridad obvia es que Duguit propone la solidaridad como principio básico, mientras la concepción inglesa propone justicia -en un sentido más amplio que el generalmente entendido en el mundo hispano parlante.
Esto ha llevado tanto a Bertrand de Jouvenel como a Michael Oakeshott a sugerir que el estado moderno ha experimentado una transformación desde un esquema nomocrática a uno teleocrático: uno que busca un cierto fin: la concretización del bien común en alguna forma. (Conviene notar que ambos autores no perciben esa transformación como necesariamente beneficiente):
“Los estados modernos han pasado de aquello que Bertrand de Jouvenel llamaba la nomocracia a la telocracia, es decir, se pasó de la primacía de la regla a la del fin
Y:
“La idea que ha más quedado de la filosofía política de Oakeshott es la distinción entre dos tipos o modelos de asociación, la asociación empresa o teleocracia y la asociación civil o nomocracia. En la primera el Estado impone un propósito universal (la salvación, el progreso o la dominación racional) y la sociedad se entiende como universitas, como un órgano moral que articula propósitos comunes. En la segunda se da una asociación civil (que no se refiere a un ente colectivo, como el pueblo o la especie humana) y es la civilidad la que rige la societas. Mientras que la teleocracia tiene un contenido claramente moral, la asociación como nomocracia -preferida por el autor-, se basa en el reconocimiento de la autoridad a través del seguimiento de reglas no instrumentales de conducta. Es decir, en la nomocracia se da una «política del escepticismo» desde la cual el gobierno tiene que impedir que ocurran cosas malas, mientras que en la teleocracia cabe una «política de la fe» a través de la cual se busca un bien moral universal.

## Situación actual
Lo anterior ha dado origen a la incorporación de principios éticos en la concepción contemporánea del Imperio de la ley.
Así, por ejemplo, Mohammed afirma que el imperio de la ley implica lo siguiente:
- la ley es soberana por encima de toda autoridad, y por lo tanto el gobierno está por debajo de la ley;
- la ley debe ser clara y cierta en su contenido y accesible y previsible para el sujeto;
- la ley debe ser general en su aplicación;
- la existencia de un poder judicial independiente encargado de la interpretación y de la aplicación de la ley y al cual todo ciudadano agraviado debe tener derecho a acceder;
- la ley debe tener un contenido ético y de procedimiento.

El World Justice Project, una ONG con sede en Washington D. C. cuyo propósito es promover el Imperio de la ley, basa su definición en los siguientes cuatro principios universales:
- El gobierno en su conjunto y sus funcionarios son públicamente responsables ante la ley;
- Las leyes son claras, públicas, estables, y justas, y protegen derechos fundamentales de los ciudadanos;
- El proceso a través del cual las leyes son estipuladas, administradas, e implementadas es accesible, justo, y eficiente;
- El acceso a la justicia es garantizado por representantes e instancias jurídicas que son competentes, independientes, éticas, suficientes en número, con recursos adecuados, y que reflejan las características de las comunidades que sirven.

Desde un punto de vista más general, Lawrence Solum considera que el imperio de la ley puede concebirse como la conjunción de siete requisitos:
- ninguna orden extra legal es obligatoria.
- las acciones del gobierno y de sus funcionarios deben estar sujetas a la regulación de reglas generales y públicas,
- el sistema legal debe cumplir el requisito de la publicidad,
- el sistema legal debe cumplir el requisito de la generalidad,
- el sistema legal debe cumplir el requisito de la regularidad,
- el sistema legal debe ofrecer procedimientos justos y ordenados para la resolución de casos.
- las acciones que el imperio de la ley exige o prohíbe deben tener una forma que permita a las personas razonablemente cumplirlas o evitarlas.

En la concepción europea continental actual el concepto es:
- Imperio de la ley, ley como expresión de la voluntad general;
- Separación de poderes: Legislativo, Ejecutivo y Judicial;
- Legalidad de la Administración: regulación por la ley y control judicial;
- Derechos y libertades fundamentales: garantía jurídico formal y realización material.

## Crítica
Se ha sugerido que el concepto de Imperio de la ley conlleva o implica la disminución de la relevancia de lo política en decisiones gubernamentales.
Algunos perciben esa actitud como reflejando una percepción “pos moderna” que la acción gubernamental es reducible a decisiones técnicas: “Cuando se conciben de esta forma los problemas de la política, es natural que la ciencia política y la teoría jurídica vayan estrechamente unidas y que compartan muchos conceptos comunes. Sin embargo, para los especialistas modernos de las ciencias sociales, el enfoque jurídico de los problemas políticos es en buena medida inadecuado. Por importante que sea el derecho en una sociedad, constituye solamente una de las muchas agencias a través de las cuales se controla la conducta social. Los politologos contemporáneos piensan en general que debe estudiarse el poder político en todas sus manifestaciones, y no únicamente en sus aspectos jurídicos. El Estado no debe definirse, desde luego, en términos jurídicos.”.
Sin embargo se aduce también que tal visión corresponde a una posición que es, en sí misma, política: “ Por ejemplo, Mathews (1986, 269) define el imperio de la ley como una institución destinada a proteger ciertos derechos básicos (la libertad de palabra, la libertad individual y la libertad de movimiento), y que también está destinada a limitar el poder del Estado. Pero además interpreta el imperio de la ley más en términos de procedimiento cuando afirma que constituye un arma contra el crecimiento del autoritarismo estatal y una inhibición del poder estatal.